# Flottning

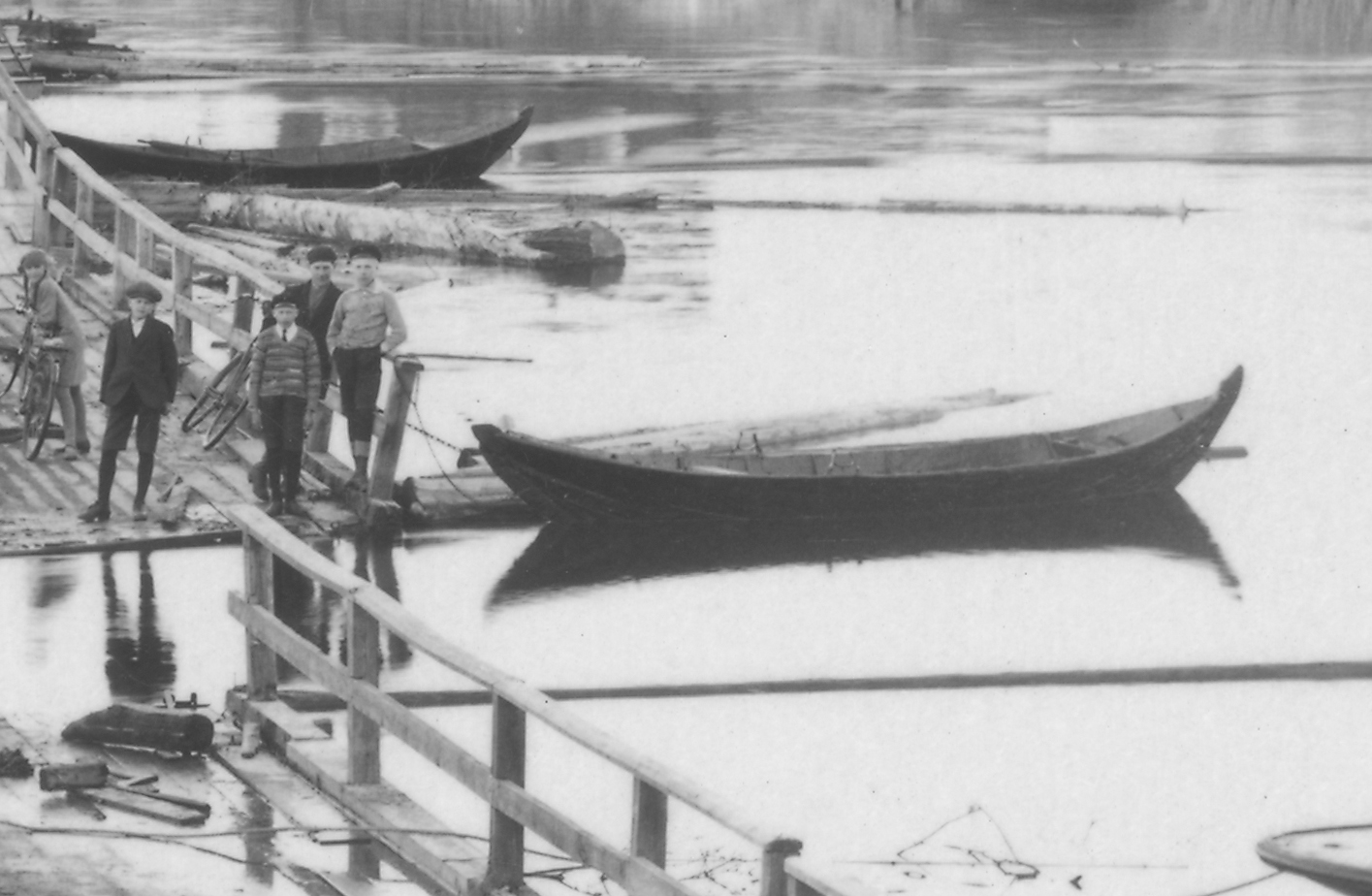
Roddbåtar som användes vid flottningen.

Flottning eller timmerflottning är ett sätt att transportera timmer i strömmande vattendrag från skogarna i inlandet till gruvor nedströms och sågverk, som ofta låg vid kusten. Timret fick följa med det strömmande vattnet i älvar, åar och bäckar och i mindre strömmande delar av vattendragen samlades timret ihop i stora flot (även kallat timmernot) och spelades eller bogserades till ställen där strömmen kunde ta det vidare. Utöver timmerflottning förekom transport av tjärtunnor, som längst i Vindelälven fram till omkring 1940. Vattendrag som användes till flottning benämndes flottningsleder eller flottleder. Flottningen avslutades vid ett så kallat skilje där sorteringen skedde, det vill säga att timret sorterades efter ägare.

## Flottningsmetoder
Flottningsmetoder delas upp i fastflottning där timret flottas i buntar och lösflottning där timret flyter löst. Lösflottning var den dominerande metoden i Sverige. Lösflottning kan delas upp i olika arbetsmoment: bäckflottning, sjöflottning och älvflottning. Från dess början i bäckar högst upp i flottningssystemet, sedan kanske över sjöar och fortsatt till älvar.

## Flottning i Sverige

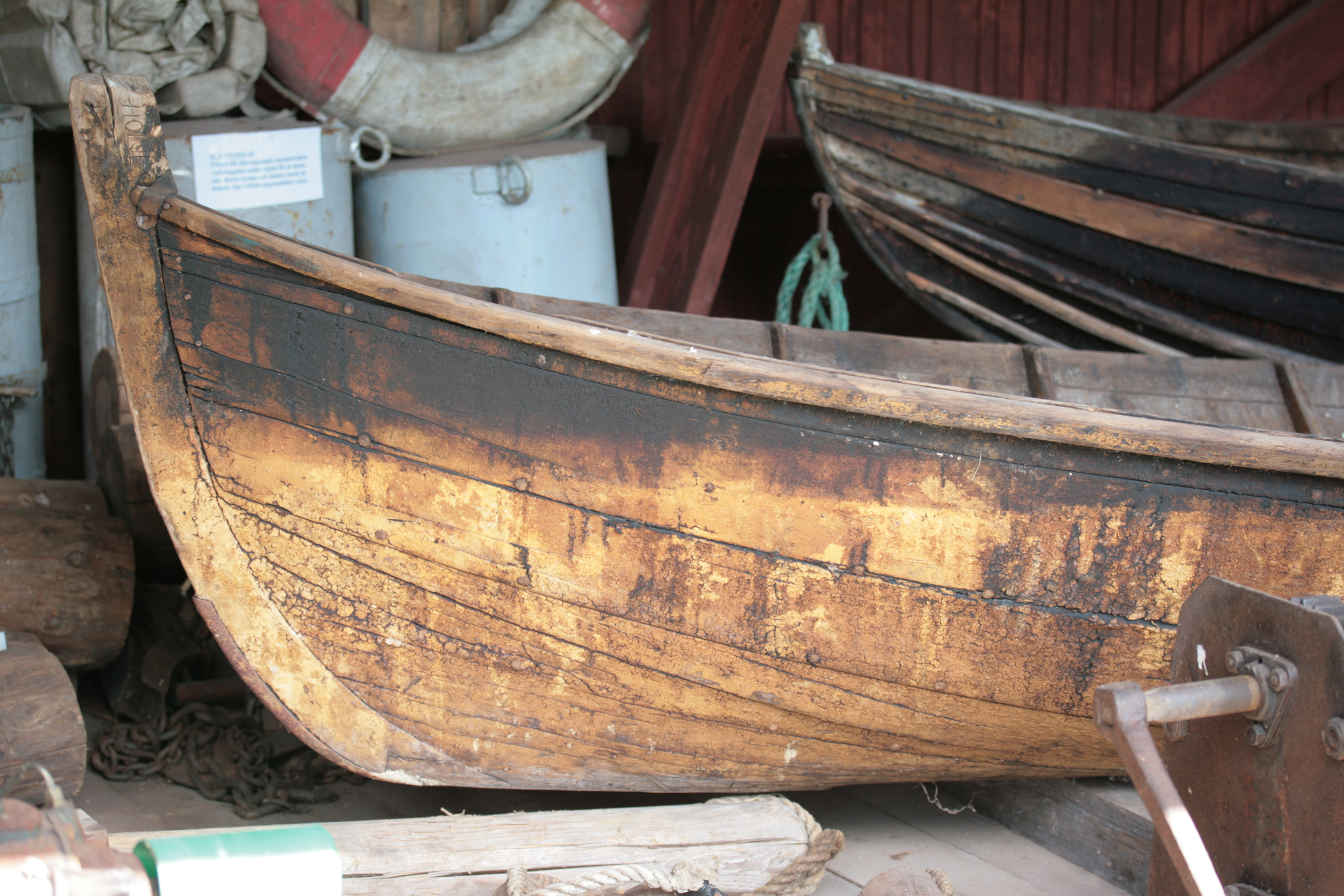
Roddbåt som användes vid flottningen.

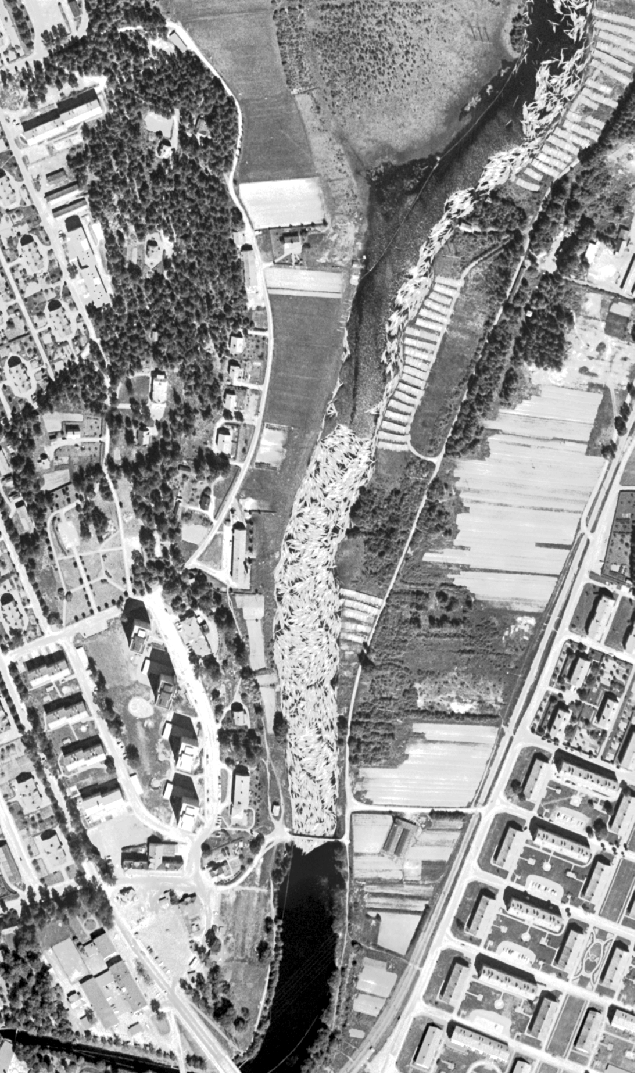
Här syns tydliga tecken på flottning på Uvån i Hagfors på 1960-talet.

Flottningen i Sverige lär ha kommit igång i större skala under 1300- och 1400-talet i samband med att gruvdriften började ta fart och det behövdes stora mängder ved för malmbrytning och järnframställning.
Den äldsta kända sammanslutningen för flottning i Sverige var Wästerdala-Wede Compagnie, bildat 1648 av handelsmän i Falun för att tillgodose Falu gruvas behov av ved.
Vid mitten av 1700-talet hade flottningen kommit att bli omfattande i delar av Sverige. Flottning i såväl Klarälven som Indalsälven nämns under 1730-talet, och på 1740-talet började sågverken i Lo och Kramfors att flotta på Ångermanälven. Ägarna till dessa verk lät också utföra omfattande flottledsrensningar.
En ny förordning 1739 gav såväl borgerskap och allmoge rätt att bedriva flottning i kungsådran av de svenska vattendragen, och förbjöd fiskeredskap som hindrade flödet, vilket bidrog till flottningens utbredning.
Under 1800-talets förra hälft ökade flottningen då handeln av virke frigavs inom riket och de skogsägande bönderna kunde sälja till sågverk, pappersbruk eller exportera. Nya flottningsleder drogs förbi forsar och senare förbi vattenkraftverk, i sprängda eller byggda timmerrännor. Efter tillkomsten av den så kallade Strömrensningskommittén i början av 1800-talet rensades älvarna från allt som kunde hindra timrets – och de bräckligare tjärtunnornas – färd i vattnet. Så blev till exempel Dalälven helt flottningsbar från Dalarna ner till havet 1870. I de större vattendragen bildades flottningsföretag och flottningsföreningar som skötte själva flottningen, som entreprenörer åt skogsägarna, där även skötseln av älvarna ingick. 
År 1911 gjordes i ett betänkande en sammanställning över den ungefärliga tidpunkten ”då flottning av någon omfattning” börjat i Norrlandsälvarna. Följande årtal gavs:
| Älv                          | Årtal |
| ---------------------------- | ----- |
| Kalix älv med övre Torne älv | 1840  |
| Råne älv                     | 1850  |
| Lule älv                     | 1850  |
| Pite älv                     | 1840  |
| Byske älv                    | 1840  |
| Rickleån                     | 1800  |
| Ume älv                      | 1800  |
| Öre älv                      | 1835  |
| Lögde älv                    | 1800  |
| Gide älv                     | 1800  |
| Ångermanälven                | 1740  |
| Indalsälven                  | 1750  |
| Ljungan                      | 1800  |
| Delångersån                  | 1850  |
| Ljusnan                      | 1850  |

Flottningen hade i princip samma organisation fram till att den försvann på 1960–1980-talen, då tåg och lastbilstransporter ansågs mer lönsamt.
Flottningen bidrog till transportproblemens lösning också i södra Sverige. Ända fram till lastbilens genombrott var flottningen ett nödvändigt led i transportarbetet även där. Flottningen i södra Sverige upphörde dock relativt tidigt i de flesta vattendrag, de sista på 1960-talet.
På Dalälven upphörde flottningen 1970 och på Åseleälven–Ångermanälven ovanför sammanflödet med Fjällsjöälven flottade man för sista gången 1979. Flottningen på Fjällsjöälven pågick till och med 1981 och på Faxälven avslutades flottningsepoken 1982. Likaledes pågick timmerflottningen på Piteälven till 1982. Flottningsepoken avslutades på grund av att virkesdimensionerna minskade, vilket gjorde att mer timmer sjönk under transporten (motmedlet var kostsam barkning i skogen). Det blev därför billigare att frakta timret på lastbil ner till kusten. Fram till 1991 flottades fortfarande massaved på Klarälven, som var Sveriges sista flottled. Sex år senare avlystes den som allmän flottled, närmare bestämt den 27 november 1997. I Norge förekom flottning ända till 2006.

### Flottare

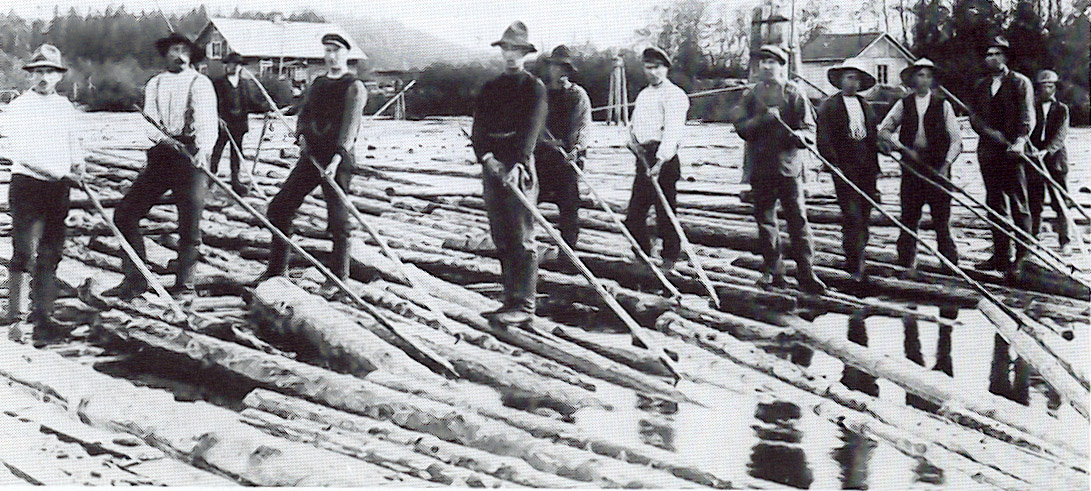
Timmerflottning på Klarälven.

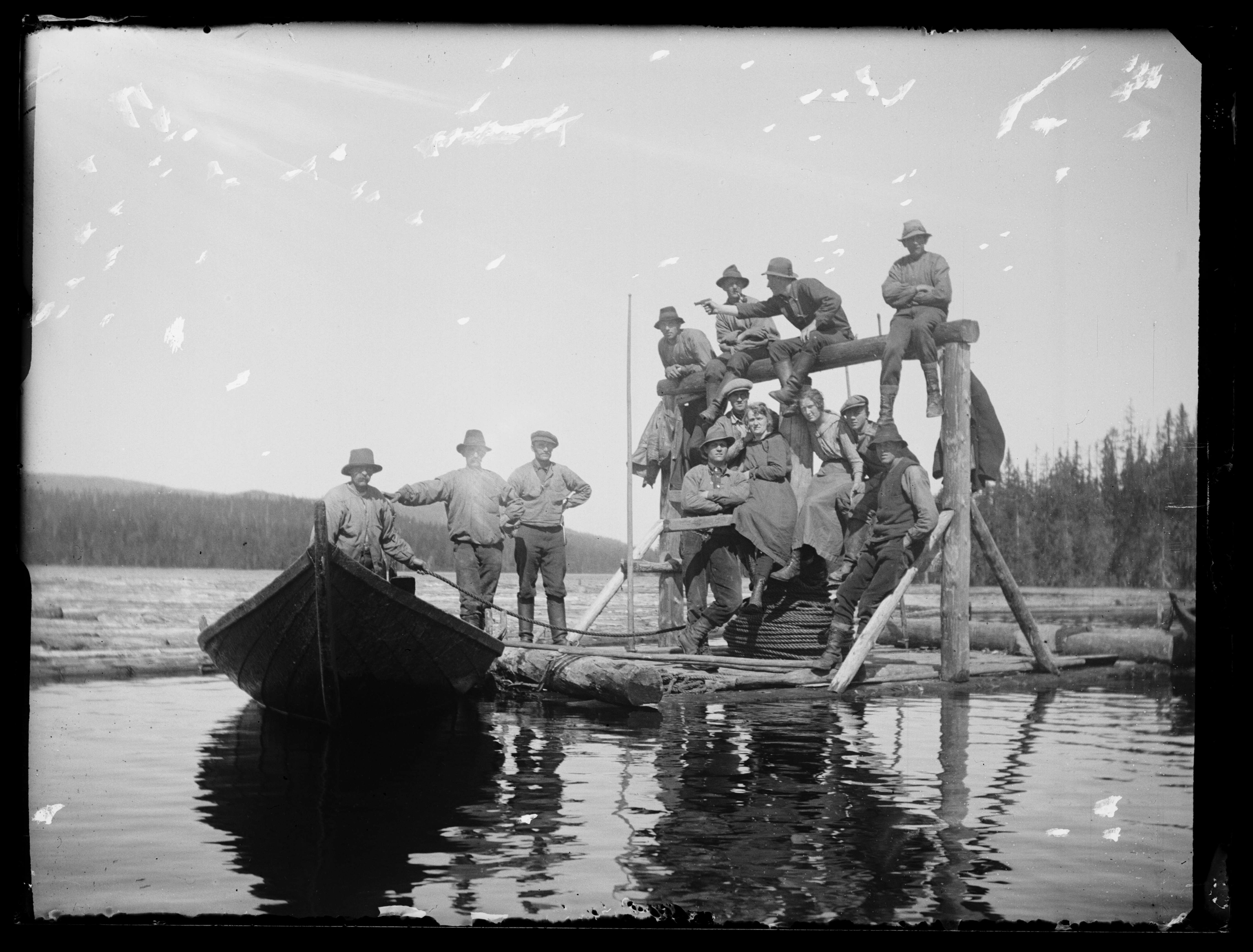
Timmerflottare i Stora Almsjön, Dalarna, 1920-tal.

De arbetare som jobbade med flottningen kallades ”flottare”. Deras uppgift var att se till att timret kom fram och drev med strömmen. Det gällde att riva brötar (anhopning av timmer), att varpa eller bogsera timmer över lugna vattendrag och att sortera timret i skiljen. Flottarens arbete var ofta farligt och det var ofta som det hände olyckor med drunkning som följd, till exempel att riva brötar var extra farligt. År 1936 inträffade till exempel den så kallade Ormsjöolyckan, då 14 flottare omkom i Ormsjö i Lappland när motorbåten de färdades i kapsejsade i kallt vatten. Flottningen var arbetskrävande och sysselsatte många personer, som till största delen var säsongsanställda småbrukare och skogsarbetare. Det verkar ha varit praxis att yrket som flottare gick i arv från far till son och att de var från lokalbefolkningen; vid skiljena som behövde mer personal var det däremot fler säsongsarbetare från mer avlägsna trakter. Under den säsong då det inte gick att flotta timret jobbade den fasta personalen ofta i skogen och även med rensning av vattendragen, så som att bärga sjunktimmer och ta bort flottningshinder, stenblock och grund. Det fanns båtar och annan utrustning som underhölls av personalen. Flottningsyrket var hårt och farligt, det var ett fritt yrke som hade hög status med ett romantiskt skimmer, Gösta ”Snoddas” Nordgren med sin låt ”Flottarkärlek” kan ha bidragit en del.

### Skiljet

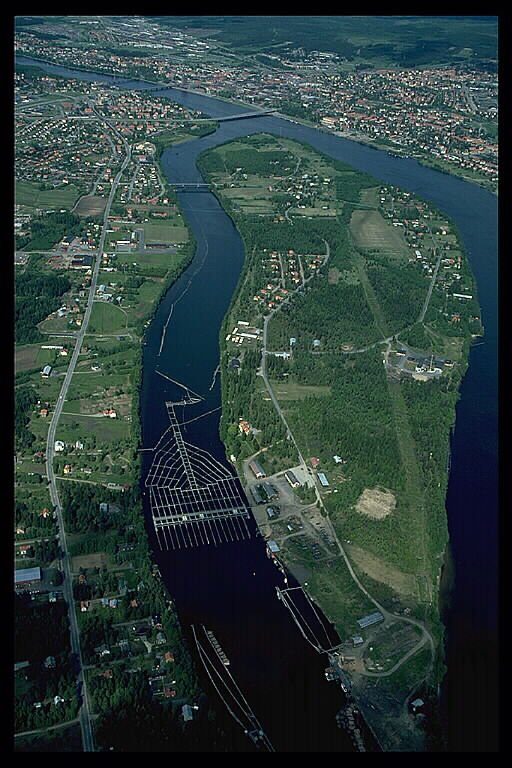
Skilje vid Ön i Umeälven, fotograferat på 1970-talet.

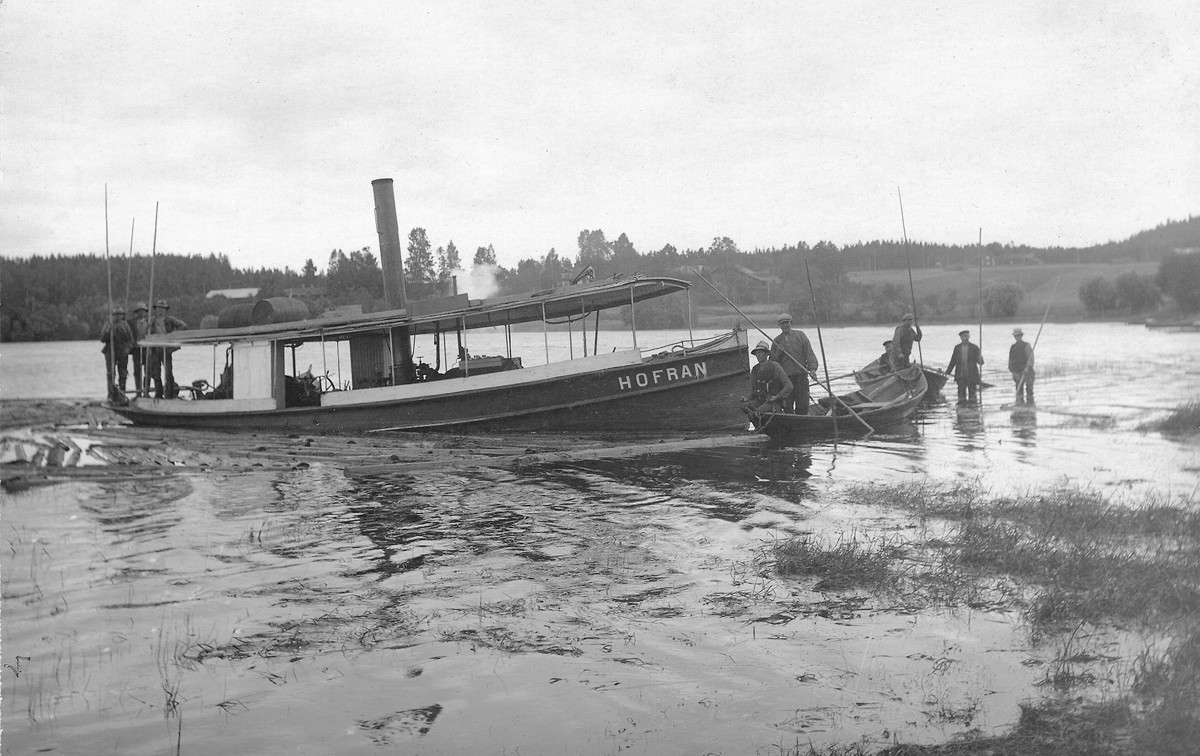
Flottarlagen vid Grådö, strax söder om Hedemora, och ångvarpbåten "Hofran" som användes för att varpa timmer över sjön Hovran. Senare under namnet "Mora" verkade hon som "buss" till personalen och "knuffbåt" vid Rämsö skilje.

I skiljet sorterades timret efter respektive ägare och fördes vidare i olika rännor eller vattendrag till sågverk och pappersbruk. Ett stort sådant skilje fanns vid Rämsön (nära Söderfors) och i Marma i Dalälven strax innan Älvkarleby vattenkraftstation, de var två av tio skiljen i Dalälven. I Kalixälven låg skiljet vid Vassholmen i Kalix.
I anslutning till skiljen fanns s.k. magasin av timmer, vilka kunde innehålla hundratusentals stockar, från dessa magasin matades timret in i sorteringsverket, till det fanns det små ”knuffbåtar”. Timmer som skulle transporteras en längre sträcka på havet måste däremot paketeras ordentligt i flottar, vilket skedde genom flottläggning, så vid vissa skiljen fanns det buntverk som buntade ihop dessa flottar.

### Båtarna i flottningen

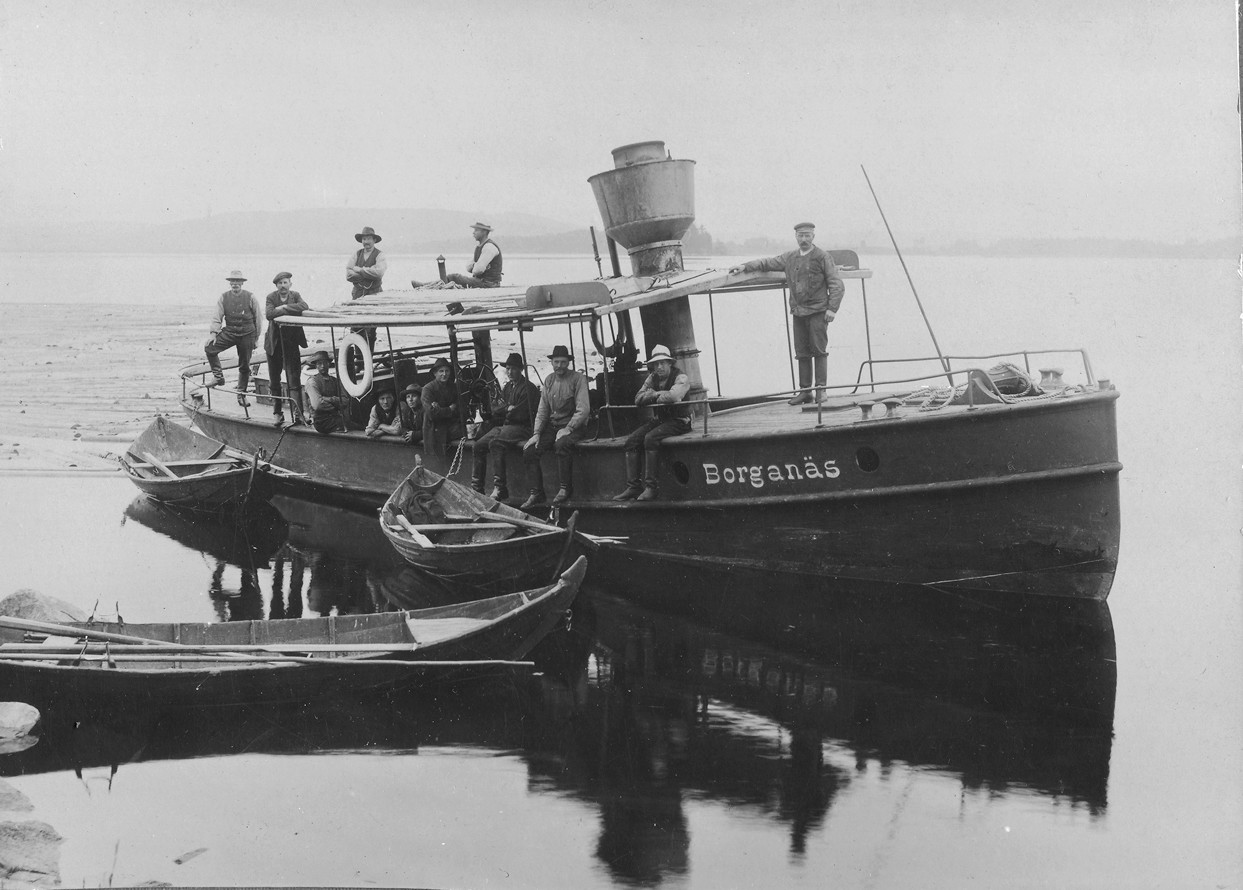
Flottarlagen vid Grådö, strax söder om Hedemora, och ångbogseraren Borganäs som användes för att bogsera timmer över sjön Hovran. Man kan se floten akter om båten.

Vid större sjöar och sel i älvarna där strömmen inte var tillräcklig för att föra timret vidare samlades timret i flot och varpades fram, först med spelflottar med gångspel och senare med ångdrivna varpspelsbåtar, och senare kom även större ångdrivna bogserbåtar som hade maskinkraft att bogsera timmerflottarna över sjöarna. Ett flot kunde innehålla 15 000−160 000 stockar som omslutits med en ringbom bestående av ca 200 slanor som sammanlänkats med kedjor. Den första ångbåten på Dalälven som var anpassad för flottning av timmer byggdes 1862. Den hette ”Tomten” och gick på Siljan. Ångmaskinerna på dessa båtar drevs med ved från sjunktimmer som bärgats och torkats. Ombord på dessa båtar jobbade som regel ett flottarlag om cirka sju man, nämligen skeppare, extraskeppare, maskinist och fyra däckskarlar, där var oftast även en kokerska ombord. Denna besättning hade oftast ingen särskild navigationsutbildning, det var först på 1950-talet som skepparna fick kurser och examinering i navigation. Både bogserbåtarna och varpspelsbåtarna fick senare dieseldrivna tändkulemotorer, i Dalälven var de flesta motorerna av märket ”Seffle”. Dessa båtar utnyttjades även för passagerartrafik. I flottarlagen fanns även många roddbåtar, dessa användes inte bara att transportera flottaren i sitt arbete utan även som ”flöten” till de kilometerlånga stålvajrar på varpspelsbåtarna då man inte ville att dessa linor skulle fastna i något på botten. De bogserbåtar som bogserade timmerflottar till havs hade ett mycket större deplacement och mer maskinstyrka än de bogserbåtar som gick i älvarna.

### Rumpning

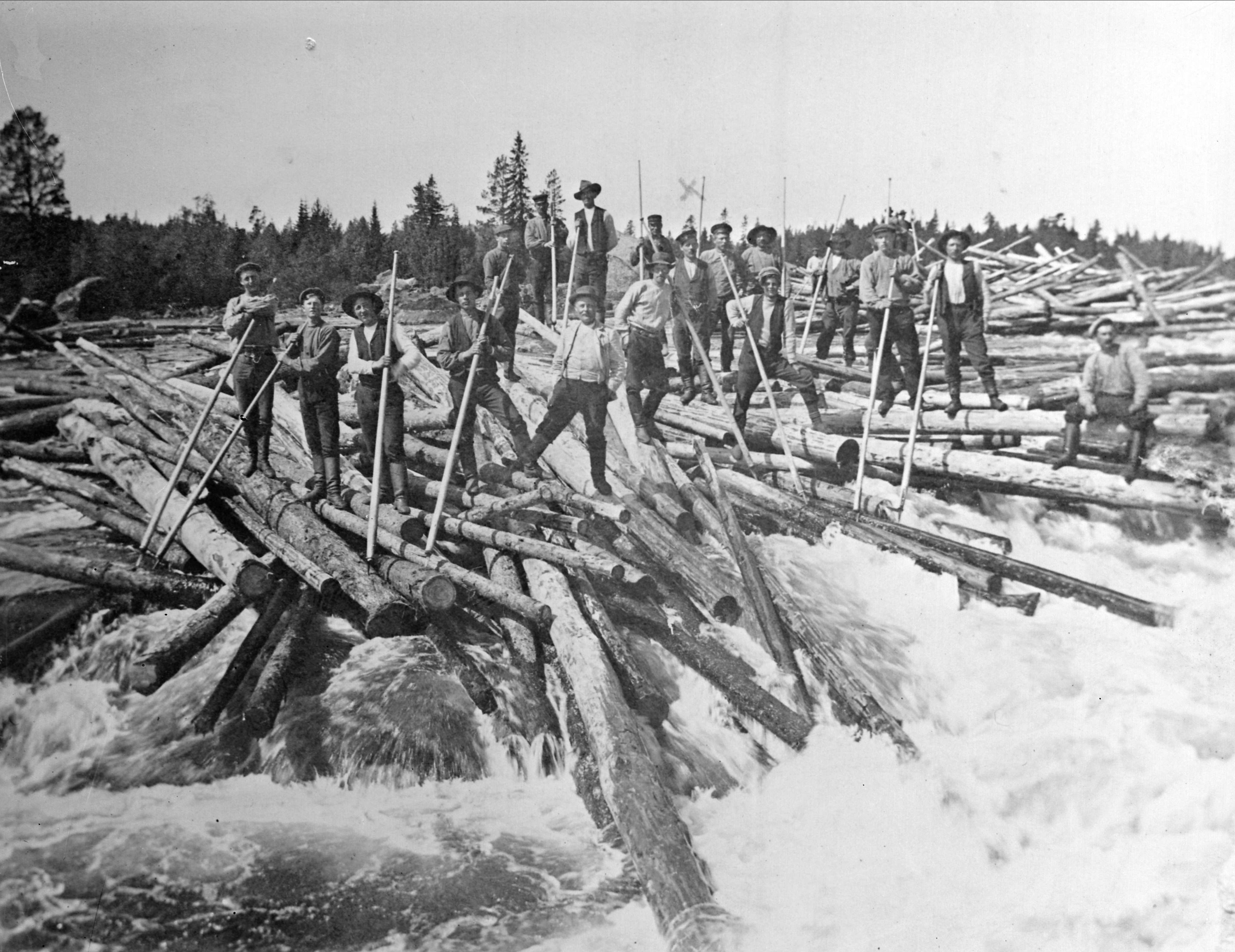
Rumpning av timmer i Haverö socken, Medelpad på 1910-talet.

När säsongen för flottning var över så utfördes den så kallade rumpningen. Det innebar att man rensade stränder och bottnar från timmer som fastnat. I Dalälven lär det ha förekommit en tradition att när rumpningen var klar så byggdes en liten flotte, på vilken det placerats en docka föreställande en flottare, som skickades ut i strömmen. När flotten så gled ner för strömmen så möttes den av hurrarop av alla flottare. I litteratur om flottare kan man även läsa att det förekom ”rumpbaler” när rumpningen var avklarad.

## Flottningens miljöpåverkan

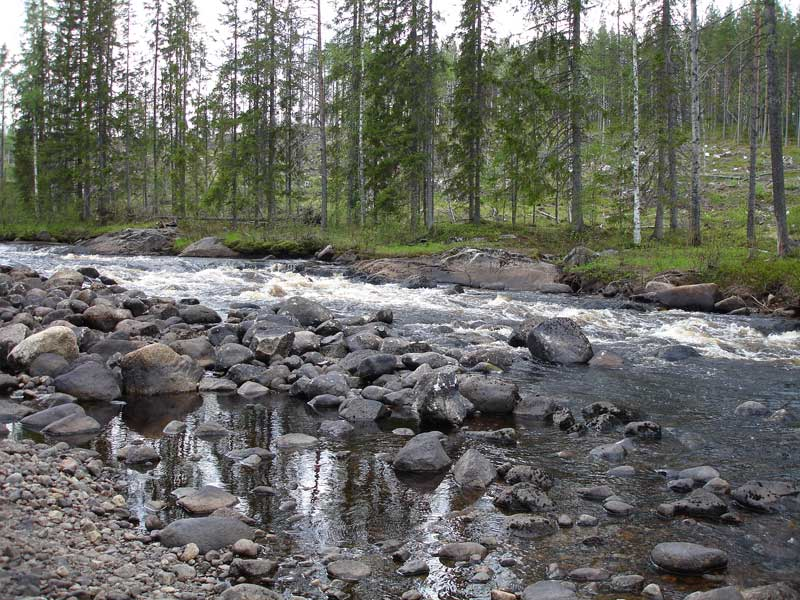
Flottledsrensad fors i Granån, ett biflöde till Öreälven.

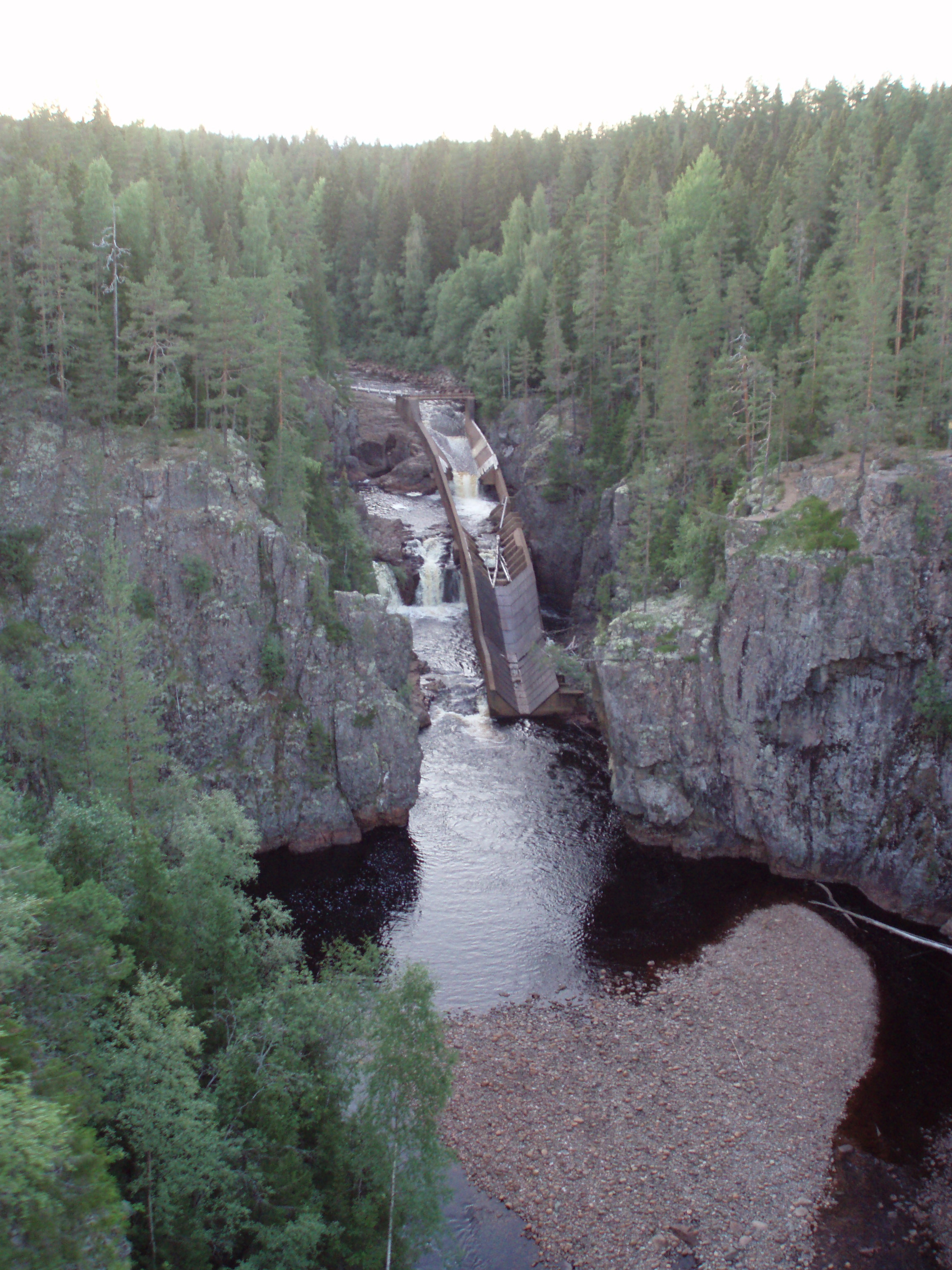
Resterna av en flottningsränna vid Storstupet i Ämån, Dalarna.

Under flottningsepoken rensades vattendragen på hindrande stenblock och ofta anlades timmer- och vattenledande långa stenkistor eller murar eller vallades vattendraget in och avsmalnades fåran för att förenkla flottningen.
Stenar i vattendrag utgör levnadssubstrat för bottenfaunan, mikroorganismer, insekter, maskar och sniglar. I och med att de på bottnen fritt uppstående stenarna har tagits upp ur vattendraget minskar även den totala bottenytan för dessa organismer att leva på, vilket gör att både antalet arter och individer minskar. Effekten för strömfisken blir att det blir ont om föda och de och särskilt fiskynglen får ont om gömställen. Dessutom förstörde rensningarna fiskarnas lekbottnar, vilket gjorde att reproduktionen störts. De sammantagna effekterna är att flera strömfiskpopulationer har utrotats eller kraftigt försvagats.
De dammar som byggdes för att samla upp stockar och hålla för flottningen nödvändigt vatten skapade vandringshinder för fisk vilket ytterligare skapade störningar i ekosystemen.
Ibland byggdes långa flottningsrännor förbi besvärliga och svårrensade sträckor, oftast under början av flottningsepoken. Senare kunde vanligare i stället eller ofta också genande kanaler anläggas.
Det har beräknats att det investerats 15-20 miljarder kr i flottlederna i Sverige räknat i dagens penningvärde. Idag läggs mångmiljonbelopp på återställning av samma vattendrag för att få tillbaka levande vattendrag.

### Källor

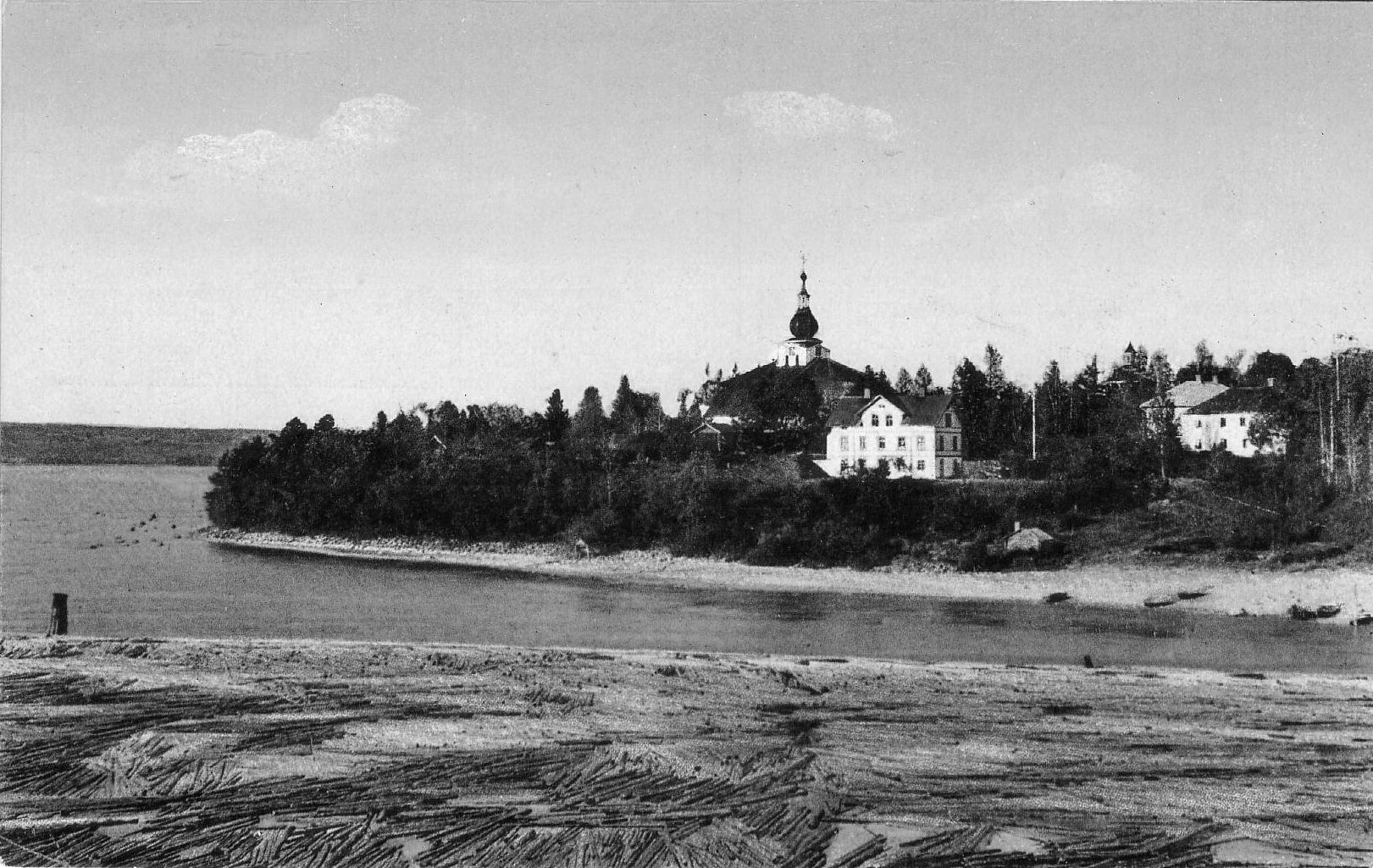
Timmerflot i Dalälven, vid Leksand i början av 1900-talet.